# Ченнаїн (футбольний клуб)
ФК «Ченнаїн» (англ. Chennaiyin Football Club) — індійський футбольний клуб з Ченнаї, Тамілнад, заснований у 2014 році. Виступає в Суперлізі. Домашні матчі приймає на стадіоні Джавахарлала Неру, місткістю 27 877 глядачів.

## Досягнення
- Індійська суперліга
  - Чемпіон: 2015, 2017–18.